# Берзовія
Берзовія (рум. Berzovia) — село у повіті Караш-Северін в Румунії. Адміністративний центр комуни Берзовія.
Село розташоване на відстані 368 км на захід від Бухареста, 24 км на північний захід від Решиці, 48 км на південний схід від Тімішоари.

## Населення
За даними перепису населення 2002 року у селі проживала 2171 особа.
Національний склад населення села:
| Національність | Кількість осіб | Відсоток |
| -------------- | -------------- | -------- |
| румуни         | 1614           | 74,3%    |
| цигани         | 357            | 16,4%    |
| словаки        | 89             | 4,1%     |
| німці          | 54             | 2,5%     |
| угорці         | 49             | 2,3%     |

Рідною мовою назвали:
| Мова      | Кількість осіб | Відсоток |
| --------- | -------------- | -------- |
| румунська | 1774           | 81,7%    |
| циганська | 309            | 14,2%    |
| угорська  | 41             | 1,9%     |
| німецька  | 26             | 1,2%     |
| словацька | 16             | 0,7%     |